# Bahnhof Den Haag Centraal
Den Haag Centraal ist der Hauptbahnhof der niederländischen Stadt Den Haag.

## Geschichte
Das historische Empfangsgebäude aus dem 19. Jahrhundert wurde Anfang der 1970er-Jahre abgerissen und durch ein damals modernes Gebäude im Stil des Beton-Brutalismus ersetzt. Dieser neue Bahnhof wurde 1973 in Betrieb genommen. Der historische Bahnhof enthielt als Warteraum für die Königin der Niederlande ein Fürstenzimmer, das vor dem Abbruch des Bahnhofs in das Niederländische Eisenbahnmuseum in Utrecht transloziert wurde.

## Bedeutung
Den Haag Centraal ist der größte Kopfbahnhof der Niederlande und verfügt über zwölf Gleise, davon werden zwei nicht verwendet. Er zählt zu den wichtigsten Bahnhöfen des niederländischen Streckennetzes. Der Bahnhof wurde Anfang der 2010er Jahre umgebaut und modernisiert. Dieses Bauprojekt lief unter dem Titel Den Haag Nieuw Centraal (Den Haag Neuer Hauptbahnhof) und wurde 2016 abgeschlossen.

## Betrieb und Verkehr

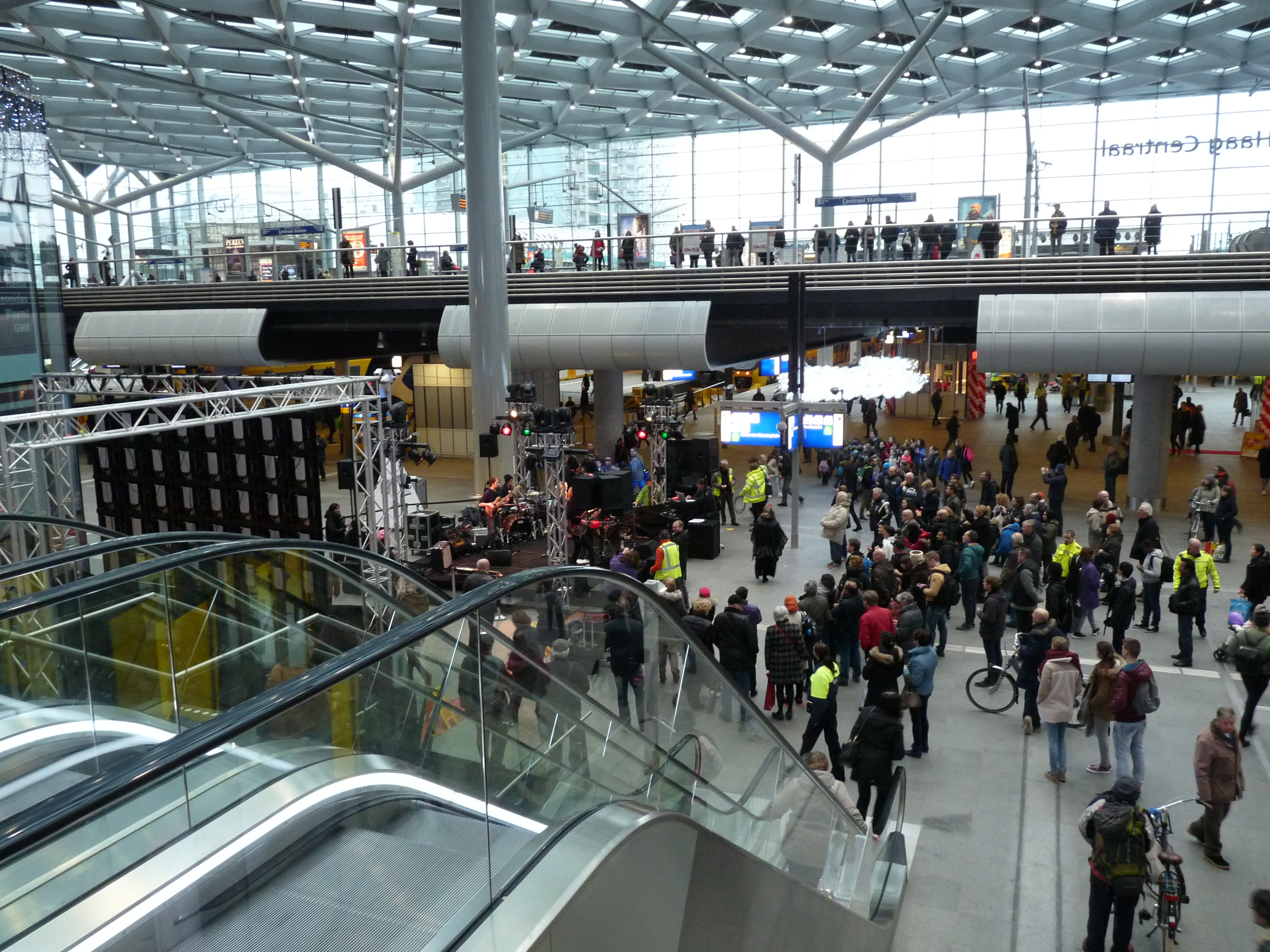
Bahnhofshalle

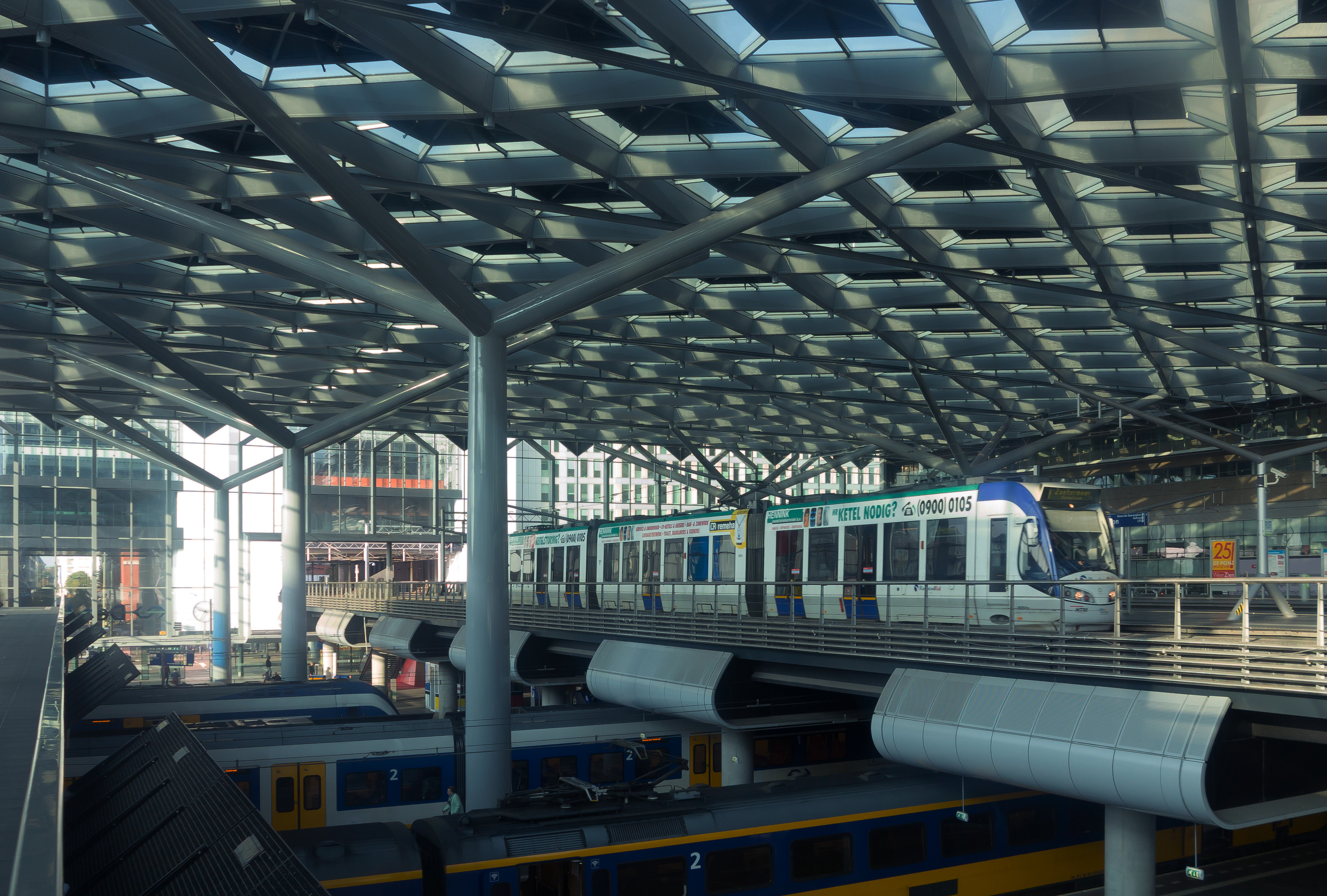
Hauptbahnhof für Züge und Straßenbahnen

### Streckenverbindungen
Im Jahresfahrplan 2022 bedienen folgende Linien den Bahnhof Den Haag Centraal:
| Zugtyp    | Linienverlauf | Frequenz |
| --------- | --- | --- |
| Intercity | Den Haag Centraal – Schiphol Airport – Amsterdam Zuid – Almere Centrum – Lelystad Centrum – Zwolle – Groningen           | stündlich |
| Intercity | Den Haag Centraal – Den Haag HS – Delft – Rotterdam Centraal – Breda – Tilburg – Eindhoven Centraal                      | halbstündlich                                                                                                |
| Intercity | Den Haag Centraal – Gouda – Utrecht Centraal – Amersfoort Centraal – Deventer – Hengelo – Enschede                       | stündlich |
| Intercity | Den Haag Centraal – Schiphol Airport – Amsterdam Zuid – Almere Centrum – Lelystad Centrum – Zwolle – Meppel – Leeuwarden | stündlich |
| Intercity | Den Haag Centraal – Gouda – Utrecht Centraal – Amersfoort Centraal (– Deventer)                                          | halbstündlich (nur in der HVZ bis Deventer; fährt nicht nach 21 Uhr und am Wochenende nicht nach Amersfoort) |
| Intercity | Amsterdam Centraal – Haarlem – Leiden Centraal – Den Haag Centraal                                                       | halbstündlich (fährt nicht nach 22 Uhr)                                                                      |
| Intercity | Amersfoort Schothorst – Amersfoort Centraal – Utrecht Centraal – Gouda – Den Haag Centraal                               | stündlich |
| Sprinter  | (Den Haag Centraal – Leiden Centraal –) Hoofddorp – Schiphol Airport – Zaandam – Purmerend – Hoorn – Hoorn Kersenboogerd | halbstündlich (fährt nach 19 Uhr und am Wochenende nicht zwischen Den Haag Centraal und Hoofddorp)           |
| Sprinter  | (Den Haag Centraal –) Leiden Centraal – Schiphol Airport – Amsterdam Sloterdijk – Amsterdam Centraal                     | halbstündlich (fährt nur nach 19 Uhr und am Wochenende zwischen Den Haag Centraal und Leiden Centraal)       |
| Sprinter  | Den Haag Centraal – Den Haag HS – Delft – Rotterdam Centraal – Dordrecht                                                 | halbstündlich                                                                                                |
| Sprinter  | Den Haag Centraal – Den Haag HS – Delft – Rotterdam Centraal – Dordrecht                                                 | halbstündlich                                                                                                |
| Sprinter  | (Den Haag Centraal –) Leiden Centraal – Heemstede-Aerdenhout – Haarlem                                                   | halbstündlich (fährt nach 20 Uhr und am Wochenende nicht zwischen Den Haag Centraal und Leiden Centraal)     |
| Sprinter  | Den Haag Centraal – Gouda – Gouda Goverwelle                                                                             | halbstündlich (fährt nicht abends und am Wochenende)                                                         |
| Sprinter  | Den Haag Centraal – Gouda – Utrecht Centraal – Geldermalsen – Tiel                                                       | halbstündlich                                                                                                |

### Nahverkehrsanbindung
Über den Bahngleisen befindet sich eine große Plattform mit dem Busbahnhof und dem Haltepunkt der städtischen Straßenbahn. Eine weitere Straßenbahnhaltestelle befindet sich an der Bahnhofsseite. Weiter ist der Bahnhof an die RandstadRail (eine Art Stadtbahn) angeschlossen. Diese hält an den Gleisen 11 und 12. In Zukunft soll sie einen eigenen, unterirdischen Haltepunkt erhalten.
| RandstadRaillinie | Linienverlauf                                            |
| ----------------- | -------------------------------------------------------- |
| RR 3              | Arnold Spoelplein – Centrum-West                         |
| RR 4              | De Uithof – Lansingerland-Zoetermeer                     |
| RR 34             | De Savonir Lohmanplein - Lansingland-Zoetermeer          |
| RR E              | Den Haag Centraal – Rotterdam Centraal – Slinge (U-Bahn) |

## Wissenswert
Neben dem Hauptbahnhof verfügt Den Haag mit dem Bahnhof Den Haag HS über einen zweiten Fernverkehrsbahnhof.